# フェルディナント・ヘルマン
フェルディナント・カレル・ヘルマン（オランダ語: Ferdinand Carel Helmann、1880年12月19日 - 1954年8月31日）は、オランダ出身のヴァイオリン奏者。

## 経歴
1880年、オランダのスヘルトーヘンボスに生まれた。ロッテルダム音楽院でヴァイオリンを学んだ。
1916年にアムステルダム・コンセルトヘボウ管弦楽団に入団し、1919年から1948年に退団するまでコンサートマスターを務めた。コンサートマスター在任中の1940年には、パウル・ヒンデミットのヴァイオリン協奏曲をウィレム・メンゲルベルクの指揮で初演している。
1954年、アムステルダムにて死去した。